# 古川雄辉
古川雄辉（1987年12月18日—），日本男演员，畢業於庆应义塾大学，曾是Horipro旗下藝人。

## 简介
古川雄辉出生于日本东京，因父親職業的關係，7岁时与家人一道移居加拿大多伦多市。16岁隻身到美国纽约，在庆应义塾纽约学院入读高中。19岁回到日本，考入庆应义塾大学理工学部就读，並於2009年，當選成慶應先生。
2010年，在Horipro創業50周年紀念其中一個發掘新人頂目「校園之星★H50 with MEN'S NON-NO」獲得評委特別獎，從而開始進入演藝圈。2013年，因出演《惡作劇之吻～Love in TOKYO》男主角入江直樹，而逐漸走紅。
2014年，在中日合拍劇《不可思議的夏天》中演出。
2019年6月23日，在Twitter及微博公佈與年長4歲的圈外女性奉子成婚。其經理人公司指古川於8年前於共同朋友的生日派對上認識比他年長4歲的圈外女友，但曾一度分手，至2018年春天復合。
2021年7月27日，在东京奥运会举行期间，於微博发文询问粉丝是否有在看奥运时，因日本组合水谷隼与伊藤美誠同日较早在东京奥运乒乓混双决赛逆转中国组合许昕与刘诗雯拿下金牌，结果遭到许多中国网民大批负面留言洗版，质疑他是在挑衅，掀起骂声。古川雄辉之后紧急删文，并用英文写下道歉声明，以平息风波。
2024年4月6日，於個人Instagram宣布離開Horipro，未來將以個人活動。

## 演出作品
- 粗體字為主演

### 电影
| 年份 | 片名                          | 角色名稱                       | 製作發行公司              | 備註                                           |
| ---- | ----------------------------- | ------------------------------ | ------------------------- | ---------------------------------------------- |
| 2011 | 高校新人                      | 朝丘唯                         | Asmik Ace                 |                                                |
| 2011 | Men's egg Drummers            | 啟太                           | 角川Content Gate          |                                                |
| 2011 | 富夫                          | 富夫                           | NBC環球娛樂               |                                                |
| 2012 | 机器人大爷                    | 清水雅廣                       | Altamira Picture          |                                                |
| 2012 | Miss Boys！part2 友誼的未來篇 | 东修一                         | NBC環球娛樂               |                                                |
| 2012 | 雞皮疙瘩-劇場版-              | 山本孝史                       | KlockWorx                 |                                                |
| 2013 | 不完美情人                    | 小峰清正                       | 東寶                      |                                                |
| 2013 | 永遠的0                       |                                | 東寶                      |                                                |
| 2014 | 我愛你in tokyo                | 萬藤保                         |                           | 永田琴導演監製的微電影                         |
| 2014 | WOOD JOB！哪啊哪啊神去村      | 長谷川正治                     | 東寶                      |                                                |
| 2014 | 真幌站前狂想曲                | 澤田刑事                       | 東京Theatres．Little More |                                                |
| 2015 | 戀愛中毒大作戰                | 早乙女亮一                     | 東寶                      | 漫畫家水城雪可奈作品「戀愛中毒大作戰」改編電影 |
| 2016 | 荔枝☆光俱樂部                 | Zera                           | 日活                      | 漫畫家古屋兔丸作品「荔枝光俱樂部」改編電影     |
| 2016 | 太陽                          | 森繁冨士太                     | KADOKAWA                  | 科幻電影                                       |
| 2016 | L                             | Ovest                          | 東寶                      |                                                |
| 2018 | 鄰座的怪同學                  | 吉田優山                       | 東寶                      | 漫畫家Robico作品                               |
| 2018 | 風之色                        | 西邑涼、村山隆（一人分飾兩角） | 東映                      | 日韓合作電影                                   |
| 2018 | 笑傲曇天                      | 安倍蒼世                       | 松竹                      | 漫畫家唐々煙作品「笑傲曇天」改編電影。         |
| 2019 | 屍人莊殺人事件                | 立浪波流也                     | 東寶                      |                                                |
| 2020 | 在回家之後重新開始            | 狐塚光臣                       | CANTER                    |                                                |

### 電視劇
- 明日香工高进行曲（2011年4月24日 - 7月3日，朝日電視台） 飾 岸哲郎
- 高校新人 集中講座（2011年，LISMO Channel）飾 朝丘唯
- 隔壁的小惡魔～MIZU與溝之口（2011年7月16日，富士電視台） 飾 弘樹
- 明星保鑣99天（2011年10月23日 - 12月25日，富士電視台）飾 夏目純吉
- Bitter sugar（2011年10月18日 - 12月20日，NHK）飾 川崎純
- RICH MAN, POOR WOMAN（2012年7月9日 - 9月17日，富士電視台）飾 久賀友紀
- 惡作劇之吻～Love in TOKYO（2013年3月29日 - 7月19日，富士電視TWO） 飾 入江直樹[10]
  - 惡作劇2吻2014（2014年11月24日 - 2015年4月6日 ，富士電視台） 飾 入江直樹
- 八重之樱（2013年，NHK）飾 小崎弘道
- 丈夫的女朋友（2013年10月24日 - 12月12日，TBS） 飾 石黑靖
- 在霧之星（土曜PERMIUM『星新一推理特輯（日语：星新一ミステリーSP）』）（2014年2月15日，富士電視台）飾 救助隊1
- 父子刑警（2014年4月15日 - 6月24日，富士電視台）飾 滑川
- 日中合作劇 不可思議的夏天（2014年，富士電視台）飾 說書人
- 石之繭（2015年8月16日 - 9月13日，WOWOW）飾 橫井
- 朝5晚9～愛上我的和尚～ （2015年10月12日 - 12月14日，富士電視台） 飾 三嶋聰
- 水晶的鼓動（2016年11月13日 - 12月11日，WOWOW） 飾 八木沼雅人
- 別嬪小姐（2017年1月11日 - 4月1日，NHK）飾 村田健太郎
- 重要參考人偵探（2017年10月20日 - 12月8日，朝日電視台）飾 西門藤馬
- 只有我不存在的城市（2017年12月15日，Netflix）飾 藤沼悟
- Love rerun（2018年4月5日 - 6月8日，讀賣電視台）飾 町田翔平
- 60誤判對策室（2018年5月6日 - 6月3日，WOWOW） 飾 世良章一
- 天 天和通りの快男児（2018年10月4日 - 12月20日，東京電視台）飾 井川ひろゆき
- 騷擾遊戲（2018年10月15日 - 12月10日，東京電視台）飾 矢澤光太郎
- 一頁之戀（2019年2月18日 - 3月25日，AbemaTV）飾 星野有利
- 東京LINE情故事（2020年2月2日 - 4月5日，讀賣電視台） 飾 安井司
- RISKY（2021年3月26日 - 5月7日、MBS）飾 櫻井亨
- 福岡愛情白皮書16 Christmas Funky（2021年3月27日，九州朝日放送）飾 藤井俊一
- Signal 長期未解決事件搜查班 特別篇（2021年3月30日，關西電視台・富士電視台）飾 武田壽士
- 獎勵米（2021年10月2日 - 12月18日，BS東視）飾 磯貝誠
- liar（2022年2月16日 - 4月6日，MBS）飾 出野司
- 貓的財產（2022年4月8日 - 6月10日，神奈川電視台）- 飾 二星優斗
- 被討厭的監察官 音無一六（2022年5月6日 - 6月17日，東京電視台）飾 四堂厘太郎
- 5分鐘後令人驚訝的結局「最好的朋友交換」（2022年10月14日，日本電視台）飾 修治
- 自由女神像-紐約後台-（2023年3月4日 - 3月26日，東海電視台 / 富士電視台）飾 Ken・一之瀬賢
- 律師Sodom（2023年4月28日 - 6月16日，東京電視台）飾 青柳孝介
- 我和老公和他的男友（2023年6月1日 - 8月3日，東京電視台）飾 仲道悠生
- 大富豪同心3（2023年6月23日 - 8月11日，NHK BS Premium）飾 濱島與右衛門

## 外部連結
- 古川雄輝（フルカワユウキ） | Horipro Official Site （页面存档备份，存于）
- 古川雄辉的X（前Twitter）
- 古川雄辉的Facebook專頁
- 古川雄辉的Instagram帳戶
- 古川雄辉的新浪微博
- 古川雄輝オフィシャルブログ （页面存档备份，存于）
- 古川雄辉在互联网电影资料库（IMDb）上的資料（英文）